# Dichiarazione di Martin
La Dichiarazione di Martin o Dichiarazione del popolo slovacco è un documento del 30 ottobre 1918 approvato dalla riunione di Martin, i cui i partecipanti invocarono il principio di autodeterminazione dei popoli e dichiararono il Consiglio nazionale slovacco unico rappresentante autorizzato a parlare in nome del popolo slovacco.

## Annuncio della Dichiarazione

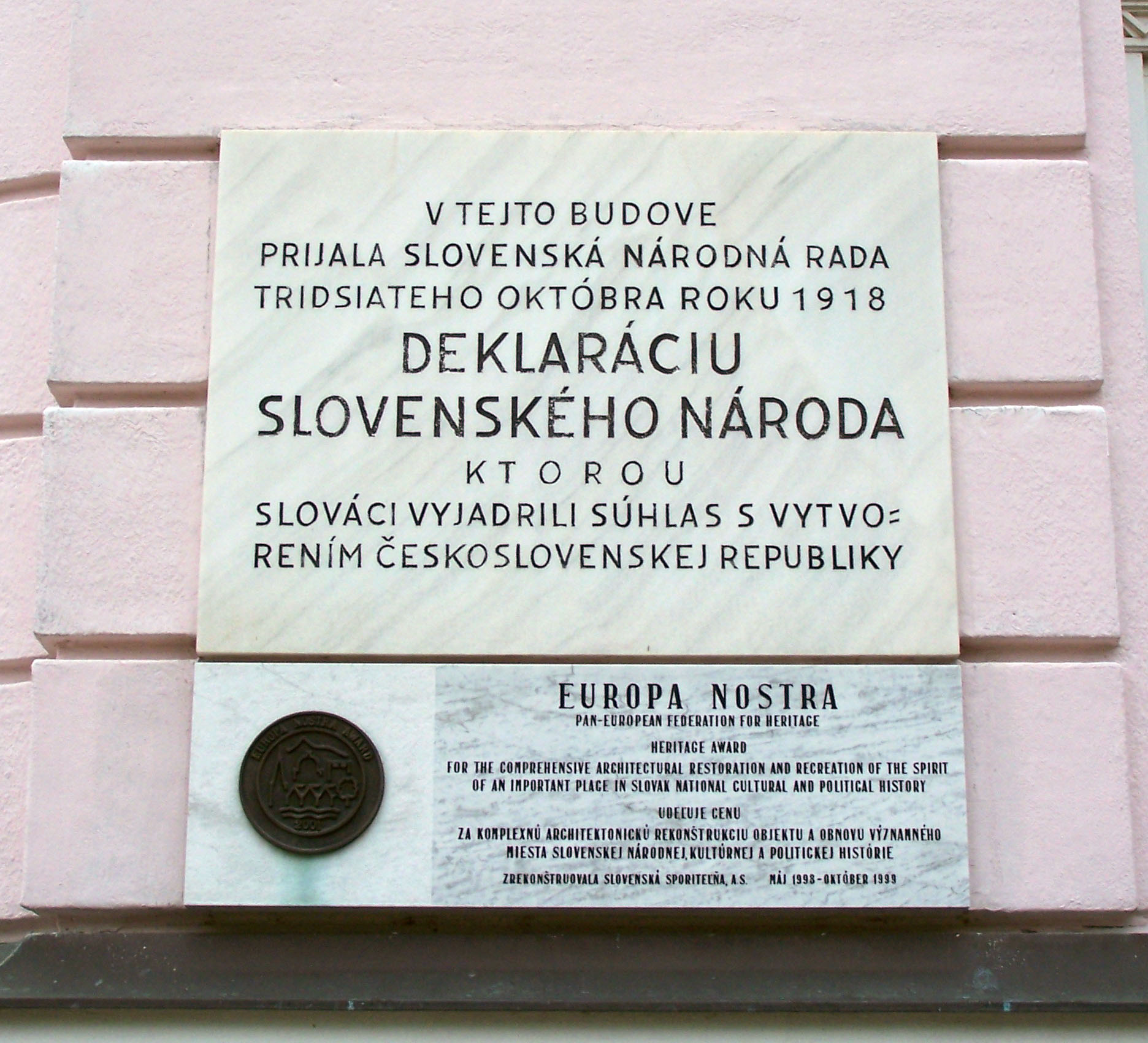
Targa commemorativa a Martin.

Il 27 ottobre 1918 il ministro degli esteri austro-ungarico Gyula Andrássy con una nota portò a conoscenza del presidente americano Woodrow Wilson le condizioni per la stipulazione della pace e si dichiarò disposto a negoziare un cessate il fuoco. La resa dell'Austria-Ungheria portò nel Paese Ceco a sommosse di piazza e il 28 ottobre 1918 il Comitato nazionale pubblicò l'annuncio della nascita dello Stato ceco-slovacco indipendente e lo ratificò con una legge. Entrambi gli atti furono firmati anche dal deputato slovacco Vavro Šrobár, in quel momento non ancora ufficialmente autorizzato a rappresentare la Slovacchia. In modo totalmente indipendente dagli eventi nel Paese Ceco il 29 ottobre 1918 negli edifici della Banca Tatra di Turčiansky Svätý Martin iniziarono a riunirsi più di duecento attivisti patriottici e politici provenienti da tutta la Slovacchia. A causa dell'embargo informativo, non erano a conoscenza degli eventi nel Paese Ceco. Le autorità del Regno d'Ungheria, nel tentativo di non perdere il controllo della situazione, mobilitarono il 15º reggimento di fanteria da Levice a Martin.
L'annuncio fu sottoposto a una riunione riservata della mattina, in cui si discusse ancora se doveva essere adottata una dichiarazione pubblica e quale dovesse essere il suo carattere. Contro l'approvazione giocava soprattutto l'incertezza di ulteriori sviluppi, cioè se le potenze vincitrici sarebbero state disposti a riconoscere al di là dello Stato ceco indipendente anche la separazione della Slovacchia. Ivan Dérer, che all'ultimo momento arrivò da Vienna, trasmise la raccomandazione della delegazione ceca affinché gli slovacchi non si affrettassero a fare un esplicito riferimento dello Stato comune e affinché si esprimessero per il momento in termini vaghi. Ciò fu respinto dalla maggioranza di delegati e, come base per la futura dichiarazione, adottò la proposta di Samuel Zoch, che doveva essere modificata stilisticamente. A favore dell'approvazione della dichiarazione c'era la tendenza della propaganda austriaca e ungherese, che all'estero enfatizzava la lealtà degli slovacchi alla monarchia o al Regno d'Ungheria. Alla quattordici si tenne una riunione cerimoniale, in cui Matúš Dula, come presidente dell'assemblea, riferì per prima cosa sulla situazione e si espresse a favore della fondazione del Consiglio nazionale slovacco. Andrej Hlinka, come primo oratore, esortò gli slovacchi all'unità e al largo consenso delle candidature. Successivamente, l'Assemblea stabilì, come inizialmente proposto, un Consiglio nazionale slovacco di venti membri, come era stato preparato già dal 12 settembre e il suo comitato esecutivo di dodici membri, la maggior parte dei quali non era membro del Consiglio nazionale slovacco. Infine l'Assemblea approvò la  Dichiarazione stessa.
Il testo approvato della dichiarazione fu modificato su suggerimento di Milan Hodža, che tornò da Budapest a tarda sera, ma ancora non sapeva dell'annuncio dello Stato ceco-slovacco. Sulla base della sua proposta fu eliminata la richiesta di una rappresentanza indipendente degli Slovacchi alla conferenza di pace, in modo da corrispondere all'impegno unito dei cechi e degli slovacchi all'estero e fu inserito un riferimento al riconoscimento dei Quattordici punti di Wilson nella nota di Andrássy.

## Contenuto e importanza della dichiarazione
La dichiarazione fu approvata come atto costitutivo di uno Stato indipendente della nazione slovacca, con la quale gli slovacchi abolirono ufficialmente l'unione con il Regno d'Ungheria, a prescindere dagli eventi di Praga. Rappresenta uno dei documenti fondativi dello Stato ceco-slovacco. Con riferimento alla precedente politica di magiarizzazione, l'Assemblea rigettò l'autorità del governo del Regno d'Ungheria in Slovacchia. L'unica autorità sovrana autorizzata ad agire in nome della nazione slovacca diventava il Consiglio nazionale slovacco. Gli slovacchi invocarono il diritto di autodeterminazione della nazione ceco-slovacca, esprimendo la richiesta per la creazione di uno stato comune. In questo modo diede legittimità agli sforzi della resistenza straniera per l'istituzione della Ceco-Slovacchia e allo stesso tempo legittimò la futura occupazione della Slovacchia da parte di unità ceco-slovacche nazionali e straniere. La dichiarazione richiese anche la cessazione immediata della guerra.
Il documento utilizza i termini "nazione slovacca", "nazione ceco-slovacca" e "ramo slovacco della nazione ceco-slovacca". Il termine "nazione ceco-slovacca", proprio della concezione del cecoslovacchismo, dovrebbe essere inteso in questo contesto come un significato politico, non etnico e nel contesto di uno stato comune. Tale formula fu scelta anche per ragioni tattiche per essere coerente con l'argomentazione di resistenza ceca all'estero e ceco-slovacco e per non complicare la giustificazione della nascita dello stato ceco-slovacco all'estero.

## Controversie
La dichiarazione fu oggetto di controversie nel periodo tra le due guerre. Soprattutto si discusse sulla cosiddetta clausola segreta che prevedeva dopo dieci anni di rinegoziare il "rapporto statale" degli Slovacchi (nell'ambito della Ceco-Slovacchia o fuori di esso) attraverso una "Convenzione tra i rappresentanti legali della Slovacchia e del Paese Ceco". Doveva trattarsi di una nota dei dichiaranti del 31 ottobre, che secondo i sottoscrittori Juraj Koza-Matejov, Ferdinand Juriga ed Emil Stodola era stata intesa dai dichiaranti come parte vincolante dell'accordo. Questa clausola fu resa nota nel 1928 da Vojtech Tuka, deputato del Partito Popolare Slovacco di Hlinka, con un ampio articolo intitolato V desiatom roku Martinskej deklarácie ("Nel decimo anniversario della dichiarazione di Martin") con il sottotitolo Štátnofilozofická úvaha ("Considerazione di filosofia dello Stato") che apparve nel numero di Capodanno del giornale Slovak. Secondo questa considerazione, se entro il 31 ottobre 1928 non fosse stata raggiunta una legittimazione della Cecoslovacchia, secondo la mente della clausola segreta della dichiarazione di Martin sarebbe cessata in Slovacchia la validità della Costituzione, delle leggi e dell'autorità cecoslovacca e la Slovacchia sarebbe precipitata in uno stato di vacuum iuris. L'affermazione suscitò scandalo e l'esistenza della clausola segreta non fu mai dimostrata.
Le controversie presero piede anche perché i verbali delle riunioni si erano temporaneamente persi e per molto tempo non furono resi pubblici. Un certo numero di partecipanti diretti con il passare del tempo mise in dubbio persino che i verbali fossero stati mai redatti: di quest'avviso fu anche Karol Anton Medvecký, uno dei verbalizzatori eletti e segretario del Consiglio nazionale slovacco. Altre preoccupazioni riguardano gli emendamenti di Milan Hodža, vagliate solo dal consiglio di redazione e non dall'intera assemblea, che però non ebbero un forte impatto sulla terminologia utilizzata né sull'importanza della dichiarazione. Alcuni firmatari successivamente bollarono il testo pubblicato come "falsificato", poiché diverso dal testo che fu originariamente approvato e firmato. Secondo i critici l'assemblea non era rappresentativa della nazione slovacca, per via di una grande preponderanza di personalità di Martin e una sproporzione di membri luterani, mentre la maggioranza della popolazione era cattolica.